# 清凉江
清凉江，位于中华人民共和国河北省东南部，为南排河源流之一，有时也作为黑龙港河上游。清凉江原为古漳河、黄河故道，明代以前常年有水，清康熙四十五年（1706年），漳河上流尽塞，清凉江断流，成为季节性河流。现清凉江上游称老沙河，起自曲周县安寨镇安寨闸，通过安寨渠引东风渠来水，蜿蜒向东北流至威县常庄乡的牛寨闸后始称“清凉江”，之后继续向东北流至泊头市文庙镇东北与老盐河汇流，然后向东北流至乔官屯村西南汇入南排河。河长271千米，流域面积3894平方千米。流域历史上受黄河、漳河洪水泛滥影响，既多高地，又多低洼，河道呈宽浅状，一般河宽300～500米。